# Болл, Алан (сценарист)
А́лан Э́рвин Болл (англ. Alan Erwin Ball; род. 13 мая 1957 года, Мариетта, Джорджия, США) — американский сценарист, режиссёр и продюсер кино, телевидения и театра.
Наиболее известен как автор сценария к фильму «Красота по-американски» (1999), а также как создатель проектов «Клиент всегда мёртв» (2001—2005) и «Настоящая кровь» (2008—2014).
Обладатель премий «Оскар»,«Эмми» и наград от Гильдий сценаристов, режиссёров и продюсеров.

## Ранняя жизнь
Болл родился в Мариетте, штат Джорджия, в семье Фрэнка и Мэри Болл, авиационного инспектора и домохозяйки. Его старшая сестра, Мэри Энн, погибла в автомобильной аварии, когда Боллу было 13 лет; в тот момент он находился на пассажирском сидении транспорта. Он учился в старшей школе Мариетты, а после посещал Университет Джорджии и Университет Флориды, который окончил в 1980 году со степенью в театральном искусстве. Окончив колледж, он начал работать в качестве драматурга в General Nonsense Theater Company в Сарасоте, штат Флорида.

## Карьера
Болл начинал карьеру на телевидении как редактор и сценарист ситкомов «Грейс в огне» и «Сибилл».
Болл написал сценарии к двум фильмам, «Красота по-американски» (1999) и «Как на ладони» (2007), последний из которых он также снял и спродюсировал.

## Личная жизнь
Болл — открытый гей. Он живёт в Лос-Анджелесе вместе со своим партнёром, Питером Макдисси, который принимал участие в нескольких проектах Болла.

## Фильмография
| Год       |     | Русское название                 | Оригинальное название                | Роль                                         |
| --------- | --- | -------------------------------- | ------------------------------------ | -------------------------------------------- |
| 1994—1995 | с   | Грейс в огне                     | Grace Under Fire                     | сценарист                                    |
| 1995—1998 | с   | Сибилл                           | Cybill                               | продюсер, сценарист                          |
| 1999      | ф   | Красота по-американски           | American Beauty                      | сопродюсер, сценарист                        |
| 1999      | с   |                                  | Oh, Grow Up                          | исполнительный продюсер, сценарист           |
| 2001      | кор | Гостиная                         | The Parlor                           | исполнительный продюсер                      |
| 2001—2005 | с   | Клиент всегда мёртв              | Six Feet Under                       | режиссёр, исполнительный продюсер, сценарист |
| 2004      | кор |                                  | The M Word                           | сценарист                                    |
| 2007      | ф   | Как на ладони                    | Towelhead                            | режиссёр, исполнительный продюсер, сценарист |
| 2008—2014 | с   | Настоящая кровь                  | True Blood                           | режиссёр, исполнительный продюсер, сценарист |
| 2010      | с   | Капля настоящей крови            | A Drop of True Blood                 | исполнительный продюсер, сценарист           |
| 2010      | тф  | Все признаки смерти              | All Signs of Death                   | режиссёр, исполнительный продюсер            |
| 2013—2015 | с   | Банши                            | Banshee                              | исполнительный продюсер                      |
| 2017      | тф  | Бессмертная жизнь Генриетты Лакс | The Immortal Life of Henrietta Lacks | исполнительный продюсер                      |
| 2018      | с   | Здесь и сейчас                   | Here and Now                         | исполнительный продюсер                      |

## Награды и номинации
| Год  | Награда                                       | Категория                                                  | Работа                 | Результат |
| ---- | --------------------------------------------- | ---------------------------------------------------------- | ---------------------- | --------- |
| 1999 | Ассоциация кинокритиков Юты                   | Лучший сценарий                                            | Красота по-американски | Победа    |
| 1999 | Ассоциация кинокритиков Торонто               | Лучший сценарий                                            | Красота по-американски | 2-е место |
| 1999 | Ассоциация кинокритиков Лос-Анджелеса         | Лучший сценарий                                            | Красота по-американски | 2-е место |
| 2000 | Премия Гильдии сценаристов США                | Лучший оригинальный сценарий                               | Красота по-американски | Победа    |
| 2000 | Награда Юго-Восточной ассоциации кинокритиков | Лучший оригинальный сценарий                               | Красота по-американски | Победа    |
| 2000 | ShoWest Convention                            | Сценарист года                                             |                        | Победа    |
| 2000 | Online Film & Television Association          | Лучший оригинальный сценарий                               | Красота по-американски | Победа    |
| 2000 | Online Film & Television Association          | Best Writing, Screenplay Written Directly for the Screen   | Красота по-американски | Победа    |
| 2000 | Премия Лондонского кружка кинокритиков        | Лучший сценарист                                           | Красота по-американски | Победа    |
| 2000 | Critics' Choice Movie Awards                  | Лучший оригинальный сценарий                               | Красота по-американски | Победа    |
| 2000 | Золотой глобус                                | Лучший сценарий                                            | Красота по-американски | Победа    |
| 2000 | Оскар                                         | Лучший сценарий, созданный непосредственно для экранизации | Красота по-американски | Победа    |
| 2000 | BAFTA                                         | Лучший оригинальный сценарий                               | Красота по-американски | Номинация |
| 2000 | Ассоциация кинокритиков Чикаго                | Лучший оригинальный сценарий                               | Красота по-американски | Номинация |
| 2000 | Chlotrudis Awards                             | Лучший сценарий                                            | Красота по-американски | Номинация |
| 2000 | Las Vegas Film Critics Society Awards         | Лучший оригинальный сценарий                               | Красота по-американски | Номинация |
| 2000 | Национальное общество кинокритиков            | Лучший сценарий                                            | Красота по-американски | 3-е место |
| 2000 | Online Film Critics Society Awards            | Лучший оригинальный сценарий                               | Красота по-американски | Номинация |
| 2000 | Спутник                                       | Лучший сценарий                                            | Красота по-американски | Номинация |
| 2000 | Спутник                                       | Лучший сценарий                                            | Красота по-американски | Номинация |
| 2002 | GLAAD Media Awards                            | Премия Стивена Колзака                                     |                        | Победа    |
| 2002 | Гильдия режиссёров Америки                    | Лучшая режиссура в драматическом сериале                   | Клиент всегда мёртв    | Победа    |
| 2002 | Прайм-таймовая премия «Эмми»                  | Лучший режиссёр за драматический сериал                    | Клиент всегда мёртв    | Победа    |
| 2002 | Прайм-таймовая премия «Эмми»                  | Лучший драматический сериал                                | Клиент всегда мёртв    | Номинация |
| 2003 | Премия Гильдии продюсеров США                 | Лучший эпизод драматического сериала                       | Клиент всегда мёртв    | Номинация |
| 2003 | Прайм-таймовая премия «Эмми»                  | Лучший драматический сериал                                | Клиент всегда мёртв    | Номинация |
| 2004 | Гильдия режиссёров Америки                    | Лучшая режиссура в драматическом сериале                   | Клиент всегда мёртв    | Победа    |
| 2005 | Прайм-таймовая премия «Эмми»                  | Лучший драматический сериал                                | Клиент всегда мёртв    | Номинация |
| 2005 | Премия Гильдии продюсеров США                 | Лучший эпизод драматического сериала                       | Клиент всегда мёртв    | Номинация |
| 2006 | Премия Гильдии продюсеров США                 | Лучший эпизод драматического сериала                       | Клиент всегда мёртв    | Номинация |
| 2006 | Премия Гильдии сценаристов США                | Лучший драматический сериал                                | Клиент всегда мёртв    | Номинация |
| 2006 | Гильдия режиссёров Америки                    | Лучшая режиссура в драматическом сериале                   | Клиент всегда мёртв    | Номинация |
| 2006 | Прайм-таймовая премия «Эмми»                  | Лучший режиссёр за драматический сериал                    | Клиент всегда мёртв    | Номинация |
| 2006 | Прайм-таймовая премия «Эмми»                  | Лучший сценарист за драматический сериал                   | Клиент всегда мёртв    | Номинация |
| 2008 | ShoWest Convention                            | Groundbreaking Filmmaker of the Year                       |                        | Победа    |
| 2008 | Deauville Film Festival                       | Большой специальный приз                                   | Towelhead              | Номинация |
| 2009 | Премия Гильдии сценаристов США                | Лучший сценарий нового сериала                             | Настоящая кровь        | Номинация |
| 2010 | Американский институт киноискусства           | Телепрограмма года                                         | Настоящая кровь        | Победа    |
| 2010 | Премия Гильдии продюсеров США                 | Лучший эпизод драматического сериала                       | Настоящая кровь        | Номинация |
| 2010 | BAFTA                                         | Лучший адаптированный сценарий                             | Настоящая кровь        | Номинация |
| 2010 | Прайм-таймовая премия «Эмми»                  | Лучший драматический сериал                                | Настоящая кровь        | Номинация |
| 2011 | Премия Юпитер                                 | Лучший иностранный сериал                                  | Настоящая кровь        | Победа    |
| 2011 | Премия Гильдии продюсеров США                 | Лучший эпизод драматического сериала                       | Настоящая кровь        | Номинация |
| 2012 | Премия Брэма Стокера                          | Лучший сценарий                                            | Настоящая кровь        | Номинация |